# アドリアン・ヴァン・マーネン
アドリアン・ファン・マーネン（Adriaan van Maanen、1884年3月31日 – 1946年1月26日）は、オランダ生まれでアメリカ合衆国で活躍した天文学者である。

## 生涯
ファン・マーネンは、フリースラント州スネークの裕福な家庭に生まれた。ユトレヒト大学で天文学を学んだ後、フローニンゲン大学で短期間働いた。1911年、ユトレヒト大学でPh.D.を取得してアメリカに渡り、ヤーキス天文台で無給のボランティアとして働いた。それから1年以内にウィルソン山天文台での職を得て、1946年に亡くなるまでそこで活動を続けた。1924年にオランダ王立芸術科学アカデミーの会員に選出された。

## 業績
天体の固有運動、視差の研究を行った。
1917年にうお座で白色矮星を発見し、後に「ファン・マーネン星」と呼ばれるようになった。これは、3番目に発見された白色矮星である。
また、渦巻星雲の内部運動を観測したことでも知られる。この観測によりファン・マーネンは、渦巻星雲は銀河系内に存在する局所的な恒星やガス状の系であると確信し、アンドロメダ星雲など特定の渦巻星雲が銀河系外の天体であることを発見したエドウィン・ハッブルと対立することになった。
20世紀の最初の20年間、天文学の世界では、天の川の大きさや宇宙の大きさ、渦巻銀河の性質などについて、大きな論争が繰り広げられた。その中で、1920年4月にワシントンD.C.でハーロー・シャプリーとヒーバー・ダウスト・カーティスの大討論会が行われた。シャプリーは、渦巻銀河は天の川と同等の系ではないと考え、その論拠の一つとして、渦巻銀河の腕の回転を測定したファン・マーネンの結果を用いた。その結果を外挿して、渦巻銀河の腕の動きは105年周期であると結論づけた。カーティスは、渦巻銀河は天の川銀河に似ているので、その大きさも同じ程度ではなければならないと唱えた。当時、天の川銀河の大きさは直径5キロパーセクと考えられていたが、半径2.5キロパーセクとした場合、運動の周期があまりにも小さすぎた。その周期と半径では、光速以上の速度で回転していることになる。カーティスは、ファン・マーネンの測定結果が正しければシャプリーの方が正しいが、ファン・マーネンの測定結果は非現実的であるとして、それを否定した。1935年、天文学者らがファン・マーネンの測定結果を再検討した結果、彼は重大な誤りを犯していたと結論づけられた。
ファン・マーネンの測定誤差の原因は、彼が使っていたブリンクコンパレータにあった。これは、2枚の写真を瞬時に切り替えて表示することで、天体の位置のわずかなズレを見つけるというものである。ファン・マーネンはこれで、最新の写真と10-20年前の写真とを比較した。ファン・マーネンは、写真の端に近いところにある散在星を使って2枚の写真の位置を合わせていたが、光学的な影響で、これらの星が端に向かって少しずつずれていることを考慮していなかったのである。これが定誤差となり、架空の動きを生み出してしまった。
もう1つ考えられるのは、渦巻星雲は比較的近くにあるので、かなりの確率で自転しているはずだとファン・マーネンが思い込んでいたということである。この考え方は20世紀初頭には広く浸透していたため、無視することはできなかった。しかし、それではウィルソン山、ローウェル天文台、ロシア、オランダで発見された確証を説明することができなかった。